# CAMP (Künstlergruppe)
CAMP (Critical Art and Media Practices) wurde 2007 in Mumbai gegründet. Shaina Anand (* 1975 in Bombay, Indien), Ashok Sukumaran (* 1974 Sapporo, Japan) und Sanjay Bhangar gehören zu den Gründungsmitgliedern. CAMP ist eine Gruppierung von Künstlern, Technologen, Programmierern und Kulturagenten, die interdisziplinär arbeitet. CAMP setzt sich mit der Geschichte und der Politik von Technik und experimentellen Video- und Tonaufnahmen auseinander. 2009 war CAMP an der Gründung von Pad.ma online, einem Footage Archiv, beteiligt.
Der Film From Gulf to Gulf to Gulf, (83 Minuten, 2013) befasst sich mit Händlern, die vom Golf von Kachchh über das Arabische Meer bis zum Persischen Golf alle Arten von Waren transportieren. Anand und Sukumaran haben für diesen Film über einen Zeitraum von vier Jahren Filmmaterial gesammelt. Sie kombinieren HD-Videos mit Bildern, die die Matrosen mit Handy-Kameras und Camcordern gemacht haben. Dieser Kompilationsfilm enthält Elemente aus Bollywood sowie religiöse, von den Matrosen ausgewählte Songs.
CAMP hat international ausgestellt. Unter anderem waren sie 2012 Teilnehmer der dOCUMENTA (13) in Kassel, 2013 der Viennale, 2014 der Shanghai Biennale und 2017 der Skulptur.Projekte in Münster.

## Filme (Auswahl)
- WICity TV (2005)
- Khirkeeyaan (2006)
- CCTV social (2008)
- Cold Clinic (2008)
- Al Jaar Qabla al Daar (2009)
- The country of the blind, and other stories (2011)
- Hum Logos (2012)
- From Gulf to Gulf to Gulf, (83', 2013)